# Zaldy Ampatuan
Zaldy Uy Ampatuan (ur. 22 sierpnia 1967) – gubernator Autonomicznego Regionu na Muzułmańskim Mindanao od 8 sierpnia 2005 do 25 listopada 2009. Jest członkiem rządzącej na Filipinach partii Lakas (Lakas-Christian Muslim Democrats).
Gubernator regionu wybierany jest w bezpośrednich wyborach lokalnych na okres 3 lat. Jego kadencja może być wydłużona przez filipiński parlament.